# Golden State Warriors 1997-1998
La stagione 1997-98 dei Golden State Warriors fu la 49ª nella NBA per la franchigia.
I Golden State Warriors arrivarono sesti nella Pacific Division della Western Conference con un record di 19-63, non qualificandosi per i play-off.

## Risultati
| Squadra                | V  | P  | %    | GB |
| ---------------------- | -- | -- | ---- | -- |
| Seattle SuperSonics    | 61 | 21 | 74,4 | -  |
| Los Angeles Lakers     | 61 | 21 | 74,4 | -  |
| Phoenix Suns           | 56 | 26 | 68,3 | 5  |
| Portland Trail Blazers | 46 | 36 | 56,1 | 15 |
| Sacramento Kings       | 27 | 55 | 32,9 | 34 |
| Golden State Warriors  | 19 | 63 | 23,2 | 42 |
| Los Angeles Clippers   | 17 | 65 | 20,7 | 44 |

## Roster
| N° | Naz.                   | Ruolo | Sportivo              | Anno | Alt. | Peso \|\| |
| -- | ---------------------- | ----- | --------------------- | ---- | ---- | --------- |
| 00 | Stati Uniti (bandiera) | G     | Tony Delk             | 1974 | 185  | 86        |
| 1  | Stati Uniti (bandiera) | G     | Muggsy Bogues         | 1965 | 160  | 62        |
| 2  | Stati Uniti (bandiera) | G     | Gerald Madkins        | 1969 | 193  | 91        |
| 3  | Stati Uniti (bandiera) | A     | Donyell Marshall      | 1973 | 206  | 99        |
| 8  | Stati Uniti (bandiera) | A     | Dickey Simpkins       | 1972 | 206  | 112       |
| 11 | Stati Uniti (bandiera) | G     | B.J. Armstrong        | 1967 | 188  | 79        |
| 11 | Stati Uniti (bandiera) | G     | Brandon Williams      | 1975 | 198  | 98        |
| 12 | Stati Uniti (bandiera) | G     | Bimbo Coles           | 1968 | 185  | 82        |
| 15 | Stati Uniti (bandiera) | G     | Latrell Sprewell      | 1970 | 196  | 86        |
| 20 | Stati Uniti (bandiera) | GA    | Jeff Grayer           | 1965 | 196  | 91        |
| 20 | Stati Uniti (bandiera) | G     | Brian Shaw            | 1966 | 198  | 86        |
| 21 | Stati Uniti (bandiera) | A     | Jason Caffey          | 1973 | 203  | 116       |
| 22 | Stati Uniti (bandiera) | G     | Jim Jackson           | 1970 | 198  | 100       |
| 30 | Stati Uniti (bandiera) | G     | Carl Thomas           | 1969 | 193  | 79        |
| 30 | Stati Uniti (bandiera) | A     | Clarence Weatherspoon | 1970 | 198  | 109       |
| 31 | Stati Uniti (bandiera) | C     | Adonal Foyle          | 1975 | 208  | 113       |
| 32 | Stati Uniti (bandiera) | A     | Joe Smith             | 1975 | 208  | 102       |
| 33 | Stati Uniti (bandiera) | GA    | Duane Ferrell         | 1965 | 201  | 95        |
| 34 | Stati Uniti (bandiera) | A     | David Vaughn          | 1973 | 206  | 109       |
| 35 | Stati Uniti (bandiera) | C     | Erick Dampier         | 1975 | 211  | 120       |
| 50 | Stati Uniti (bandiera) | C     | Felton Spencer        | 1968 | 213  | 120       |
| 52 | Stati Uniti (bandiera) | C     | Todd Fuller           | 1974 | 211  | 116       |

## Staff tecnico
- Allenatore: P.J. Carlesimo
- Vice-allenatori: Paul Westhead, Rod Higgins, Bob Staak
- Preparatore atletico: Tom Abdenour
- Preparatore fisico: Mark Grabow